# کلاه‌صورتی شنگرفی
کلاه‌صورتی شنگرفی (نام علمی: Scadoxus cinnabarinus) نام یک گونه از سرده کلاه‌صورتی‌ها است.